# Дандолк
Дандолк (ирл. Dún Dealgan (Дун-Дялган); англ. Dundalk) — город в Ирландии, административный центр графства Лаут. Находится на побережье Ирландского моря примерно в 80 километрах к северу от Дублина. Население 35 085 человек. Основан в 1189 году.
Железнодорожная станция на линии Дублин — Белфаст. Мелководный морской порт. Узел автодорог на Белфаст, Гринор, Дублин, Лондондерри.
Город возник вокруг нормандского рыцарского замка, построенного в XII веке.
В центральной части Дандолка сохранился средневековый облик.
В городе расположены предприятия компаний «Xerox», «General Electric», «ABB», «Becton Dickinson», «Abbott Laboratories», «Heinz» и другие.

## Спорт
В Дандолке базируется футбольный клуб «Дандолк», основанный в 1903 году. Домашние матчи клуб проводит на стадионе «Ориэль Парк», вмещающем 4500 зрителей.

## Известные люди
- Культер, Томас (1793—1843) — ирландский врач, ботаник и путешественник XIX века, член Королевской ирландской академии.
- Мак-Клинток, Френсис Леопольд (1819—1907) — полярный исследователь, адмирал.
- Голланд, Джон Филип (1840—1914) — американский инженер, строитель подводных лодок. Работал учителем в Дандолке в школе Colaiste Ris.
- Аллан, Генри (1865—1912) — ирландский живописец-пейзажист и жанрист, член Королевской Академии (англ.) в Дублине.
- Стонтон, Стив (род. 1969) — один из самых известных ирландских футболистов, защитник.
- Мартин, Дон (род. 1976) — ирландская певица, наиболее известная участием на конкурсе Евровидение 1998, на котором она заняла 9-е место.
- The Corrs — ирландская фолк-рок группа из города Дандолк, в состав которой входят члены семьи Корр: сёстры Андреа (лидер-вокал, вистл), Шерон (скрипка, вокал), Кэролайн (ударные, перкуссия, бойран, вокал) и брат Джим (гитара, клавишные, вокал).